# Striker (videojuego)
Striker es una serie de videojuegos de fútbol lanzada por primera vez por Rage Software en 1992.
| Año  | Título                          | Sistema                            | Desarrollador | Editor                                                    | Región             |
| ---- | ------------------------------- | ---------------------------------- | ------------- | --------------------------------------------------------- | ------------------ |
| 1992 | Striker                         | Amiga                              | Rage Software | Rage Software                                             | PAL                |
| 1992 | Striker                         | Atari ST                           | Rage Software | Rage Software                                             | PAL                |
| 1992 | Striker                         | Super NES                          | Rage Software | Elite System                                              | PAL                |
| 1993 | Ultimate Soccer                 | Game Gear                          | Rage Software | Sega                                                      | PAL, Japón         |
| 1993 | World Soccer '94: Road to Glory | Super NES                          | Rage Software | Atlus                                                     | NTSC               |
| 1993 | World Soccer                    | Super Famicom                      | Rage Software | Coconot                                                   | Japón              |
| 1993 | Ultimate Soccer                 | Master System                      | Rage Software | Sega                                                      | PAL                |
| 1993 | Ultimate Soccer                 | Mega Drive                         | Rage Software | Sega                                                      | PAL                |
| 1993 | Striker                         | DOS                                | Rage Software | Rage Software                                             | PAL                |
| 1993 | Eric Cantona Football Challenge | Super NES                          | Rage Software | Rage Software                                             | PAL (solo Francia) |
| 1994 | Striker                         | Amiga CD32                         | Rage Software | GBH oro                                                   | PAL                |
| 1995 | Striker                         | Game Gear                          | Rage Software | SEGA                                                      | PAL                |
| 1995 | Striker                         | Mega Drive                         | Rage Software | SEGA                                                      | PAL                |
| 1995 | Striker '95                     | DOS                                | Rage Software | Time Warner Interactive                                   | PAL                |
| 1996 | Striker '96                     | Sega Saturn / PlayStation / MS-DOS | Rage Software | Acclaim                                                   | PAL                |
| 1999 | UEFA Striker / Striker Pro 2000 | PlayStation, Dreamcast             | Rage Software | Infogrames North America (NA) Infogrames Multimedia (PAL) | NTSC, PAL          |

Más tarde también se lanzó para Commodore Amiga, Amiga CD32, Atari ST, PC, Mega Drive / Genesis y Super NES . Estaba incluido en uno de los paquetes de lanzamiento de Amiga 1200. Fue uno de los primeros juegos de fútbol en presentar un punto de vista 3D, después de Play ·D Soccer de Simulmondo.
En 1993 fue lanzado en Japón por Coconuts Japan para la Super Famicom como World Soccer (ワールドサッカー Wārudo Sakkā?) , mientras que la versión francesa de Striker para Super NES se conoce como Eric Cantona Football Challenge, aprovechando la popularidad del delantero francés Éric Cantona. Así mismo el lanzamiento de Striker en Super NES en Norteamérica se conoció como World Soccer '94: Road to Glory . Las versiones de Mega Drive y Game Gear fueron denominadas Sega Sports Striker . Fueron publicados por SEGA y desarrollados por Rage Software en 1994 y lanzados en 1995.

## Reacción crítica
El juego recibió una reacción mixta de la prensa de juegos, algunos condenaron y otros elogiaron su extrema velocidad. Por ejemplo, CU Amiga Magazine otorgó al juego el 94% en su edición de junio de 1992 junto con el premio CU Amiga Screenstar mientras que la revista alemana Amiga Joker otorga al juego el 64% en la edición de septiembre de 1992.

## Ports / Secuelas
Una secuela, World Cup Striker (conocida en Norteamérica como Elite Soccer ), fue lanzada para Super NES en 1994. Básicamente era una versión reempaquetada de Striker, pero un poco mejor. Fue publicado en Japón por Coconuts Japan y en Europa por Elite .
Un juego de Game Boy desarrollado por Denton Designs también fue lanzado al mismo tiempo, en Europa fue lanzado como Soccer, en Norteamérica como Elite Soccer (ambos publicados por GameTek ), y en Japón como World Cup Striker (publicado por Coconuts Japan y avalado por Yasutaro Matsuki ).
Además, Striker Pro se lanzó en Europa y América del Norte para el CD-i . En 1995, Striker: World Cup Special fue lanzado para 3DO .[cita requerida] Se estaba desarrollando una versión de Striker '95  para el Atari Jaguar, pero nunca se lanzó.  Una entrada en la franquicia Striker para la Panasonic M2 se estaba trabajando pero nunca sucedió debido a la cancelación del sistema. 
Un año después, Striker '96 (conocido en Japón como Striker: World Cup Premiere Stage) fue lanzado para PlayStation, Sega Saturn y MS-DOS . Striker '96 es conocido por ser el primer juego de fútbol en la PlayStation original. 
En 1999, UEFA Striker, conocido en Norteamérica como Striker Pro 2000, fue lanzado para Dreamcast y PlayStation.